# 格拉尼耶山

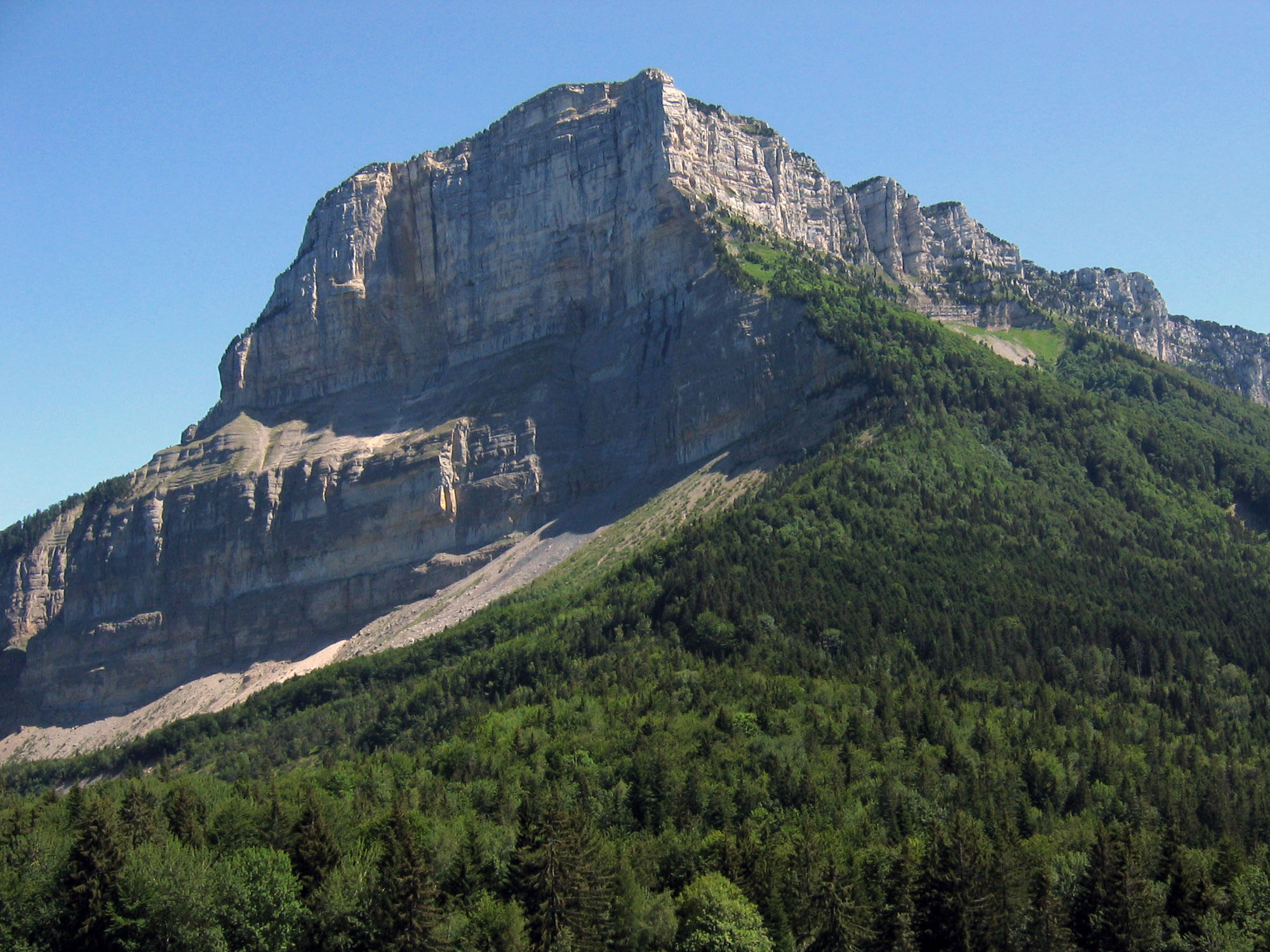

45°27′53″N 05°55′31″E / 45.46472°N 5.92528°E
格拉尼耶山（法語：Mont Granier），是法國的山峰，位於該國東南部，由薩瓦省和伊澤爾省負責管轄，屬於沙特勒斯山脈的一部分，海拔高度1,933米，每年平均降雨量1,581毫米。